# Colls i Miralpeix
Colls i Miralpeix és un Espai d'Interès Natural terrestre que forma part dels massissos inclosos a la Xarxa Natura 2000 de les Serres Centrals Litorals. Amb 2,5 km d'extensió i 379 ha de superfície, és una de la majors zones litorals sense urbanitzar entre Barcelona i Tarragona. S'ubica a la comarca del Garraf, entre els municipis de Vilanova i la Geltrú, Sant Pere de Ribes i Sitges, i termeneja amb una altra àrea protegida d'àmbit marí més amplia, Costes del Garraf. Va ser gestionat pel Consorci dels Colls i Miralpeix - Costa del Garraf, integrat pels municipis i entitats de Sitges, Sant Pere de Ribes, Vilanova i la Geltrú, Cubelles, el Consell Comarcal del Garraf i la Generalitat de Catalunya. Aquest Consorci es va dissoldre el 2019, essent substituït pel Servei del Medi Natural i Litoral del Garraf, de l'Àrea d'Ordenació Territorial i Habitatge del Consell Comarcal del Garraf.

## Descripció
L'espai està conformat per un mosaic de valls i un aflorament rocós ocupat per conreus i boscos; un dels límits és la riera de Ribes. Aquesta àrea limita així mateix amb la línia litoral que dibuixa una costa essencialment amb cingleres, però també amb algunes cales o platges sense un accés senzill des de terra ocupada per la característica màquia de garric i margalló que caracteritza el parc natural del Garraf que es troba proper a aquests espais.